# تامبا باي راوديز
تامبا باي راوديز (بالإنجليزية: Tampa Bay Rowdies)‏ هو نادي كرة قدم أمريكي تأسس في 1975 ، يقع مقره الرئيسي في تامبا، فلوريدا، ويديريه George W. Strawbridge Jr. ‏، ويلعب في دوري أمريكا الشمالية لكرة القدم.